# Гірськолижний спорт на зимових Олімпійських іграх 2014
Змагання з гірськолижного спорту на зимових Олімпійських іграх 2014 в Сочі проходили з 9 по 22 лютого в Гірськолижному центрі «Роза Хутір», розташованому біля Красної Поляни. Розіграно 10 комплектів нагород, однак золотих та бронзових медалей вручено на одну більше, а срібних на одну менше через однакові результати спортсменів.

## Розклад
Час UTC+4
| День    | Дата               | Час   | Змагання                     |
| ------- | ------------------ | ----- | ---------------------------- |
| День 3  | 9 лютого           | 11:00 | Швидкісний спуск, чоловіки   |
| День 4  | 10 лютого          | 11:00 | Суперкомбінація, жінки       |
| День 4  | 10 лютого          | 15:00 | Суперкомбінація, жінки       |
| День 6  | 12 лютого          | 11:00 | Швидкісний спуск, жінки      |
| День 8  | 14 лютого          | 11:00 | Суперкомбінація, чоловіки    |
| День 8  | 14 лютого          | 15:30 | Суперкомбінація, чоловіки    |
| День 9  | 15 лютого          | 11:00 | Супергігант, жінки           |
| День 10 | 16 лютого          | 11:00 | Супергігант, чоловіки        |
| День 11 | Вторник, 18 лютого | 11:00 | Гігантський слалом, жінки    |
| День 11 | Вторник, 18 лютого | 14:30 | Гігантський слалом, жінки    |
| День 12 | Среда, 19 лютого   | 11:00 | Гігантський слалом, чоловіки |
| День 12 | Среда, 19 лютого   | 14:30 | Гігантський слалом, чоловіки |
| День 15 | 21 лютого          | 16:45 | Слалом, жінки                |
| День 15 | 21 лютого          | 20:15 | Слалом, жінки                |
| День 16 | 22 лютого          | 16:45 | Слалом, чоловіки             |
| День 16 | 22 лютого          | 20:15 | Слалом, чоловіки             |

## Чемпіони та призери

### Медальний підсумок
| Місце | Країна          | Золото | Срібло | Бронза | Загалом |
| ----- | --------------- | ------ | ------ | ------ | ------- |
| 1     | Австрія (AUT)   | 3      | 4      | 2      | 9       |
| 2     | США (USA)       | 2      | 1      | 2      | 5       |
| 3     | Швейцарія (SUI) | 2      | 0      | 1      | 3       |
| 4     | Словенія (SLO)  | 2      | 0      | 0      | 2       |
| 5     | Німеччина (GER) | 1      | 1      | 1      | 3       |
| 6     | Норвегія (NOR)  | 1      | 0      | 2      | 3       |
| 7     | Франція (FRA)   | 0      | 1      | 1      | 2       |
| 7     | Італія (ITA)    | 0      | 1      | 1      | 2       |
| 9     | Хорватія (CRO)  | 0      | 1      | 0      | 1       |
| 10    | Канада (CAN)    | 0      | 0      | 1      | 1       |
|       | Всього          | 11     | 9      | 11     | 31      |

### Чоловіки
| Дисципліна              | Золото                           | Золото  | Срібло                            | Срібло  | Бронза                                            | Бронза  |
| ----------------------- | -------------------------------- | ------- | --------------------------------- | ------- | ------------------------------------------------- | ------- |
| Швидкісний спуск        | Маттіас Маєр · Австрія (AUT)     | 2:06.23 | Крістоф Іннергофер · Італія (ITA) | 2:06.29 | К'єтіль Янсруд · Норвегія (NOR)                   | 2:06.33 |
| Супергігантський слалом | К'єтіль Янсруд · Норвегія (NOR)  | 1:18.14 | Ендрю Вайбрехт · США (USA)        | 1:18.44 | Ян Гудек · Канада (CAN) · Боде Міллер · США (USA) | 1:18.67 |
| Гігантський слалом      | Тед Лігеті · США (USA)           | 2:45.29 | Стів Міссілльє · Франція (FRA)    | 2:45.77 | Алексі Пентюро · Франція (FRA)                    | 2:45.93 |
| Слалом                  | Маріо Матт · Австрія (AUT)       | 1:41.84 | Марсель Гіршер · Австрія (AUT)    | 1:42.12 | Генрік Крістофферсен · Норвегія (NOR)             | 1:42.67 |
| Гірськолижна комбінація | Сандро Вілетта · Швейцарія (SUI) | 2:45.20 | Івиця Костелич · Хорватія (CRO)   | 2:45.54 | Крістоф Іннергофер · Італія (ITA)                 | 2:45.67 |

### Жінки
| Дисципліна              | Золото                                                       | Золото  | Срібло                            | Срібло       | Бронза                                | Бронза  |
| ----------------------- | ------------------------------------------------------------ | ------- | --------------------------------- | ------------ | ------------------------------------- | ------- |
| Швидкісний спуск        | Тіна Мазе · Словенія (SLO) · Домінік Гізін · Швейцарія (SUI) | 1:41.57 | не вручалася                      | не вручалася | Лара Гут · Швейцарія (SUI)            | 1:41.67 |
| Супергігантський слалом | Анна Феннінгер · Австрія (AUT)                               | 1:25.52 | Марія Гефль-Ріш · Німеччина (GER) | 1:26.07      | Ніколь Госп · Австрія (AUT)           | 1:26.18 |
| Гігантський слалом      | Тіна Мазе · Словенія (SLO)                                   | 2:36.87 | Анна Феннінгер · Австрія (AUT)    | 2:36.94      | Вікторія Ребенсбург · Німеччина (GER) | 2:37.14 |
| Слалом                  | Мікаела Шиффрін · США (USA)                                  | 1:44.54 | Марліс Шильд · Австрія (AUT)      | 1:45.07      | Катрін Цеттель · Австрія (AUT)        | 1:45.35 |
| Гірськолижна комбінація | Марія Гефль-Ріш · Німеччина (GER)                            | 2:34.62 | Ніколь Госп · Австрія (AUT)       | 2:35.02      | Джулія Манкузо · США (USA)            | 2:35.15 |